# 1900 en mathématiques
Cet article présente les faits marquants de l'année 1900 en mathématiques.

## Évènements
- 8 août : lors du second Congrès international des mathématiciens à Paris, l'Allemand David Hilbert présente sa liste de vingt-trois problèmes[1].

## Naissances
- 1er février : John Charles Burkill (mort en 1993), mathématicien britannique.
- 6 février : Rosalind Tanner (morte en 1992), mathématicienne et historienne des mathématiques britannique.
- 3 avril : Albert E. Ingham (mort en 1967), mathématicien britannique.
- 15 mai : Ida Rhodes (morte en 1986), mathématicienne américaine.
- 19 juin : Léon Motchane (mort en 1990), industriel et mathématicien français.
- 12 septembre : Haskell Curry (mort en 1982), mathématicien et logicien américain.
- 23 septembre : David van Dantzig (mort en 1959), mathématicien néerlandais.
- 4 octobre : Nikolaï Vassilievitch Smirnov (mort en 1966), mathématicien russe-soviétique.
- 19 novembre : Mikhaïl Lavrentiev (mort en 1980), mathématicien et physicien soviétique.
- 17 décembre : Mary Cartwright (morte en 1998), mathématicienne britannique.
- 25 décembre : Antoni Zygmund (mort en 1992), mathématicien américain d'origine polonaise.

## Décès
- 6 février : Piotr Lavrov (né en 1823), mathématicien, écrivain, philosophe et sociologue russe.
- 18 février : Eugenio Beltrami (né en 1835), mathématicien et physicien italien.
- 15 mars : Elwin Bruno Christoffel (né en 1829), mathématicien et physicien allemand.
- 3 avril : Joseph Bertrand (né en 1822), mathématicien français.
- 12 juin : Jean Frédéric Frenet (né en 1816), mathématicien, astronome et météorologue français.
- 29 juin : Ivan Mikheïevitch Pervouchine (né en 1827), mathématicien russe.
- 29 août : Bruno Abakanowicz (né en 1852), mathématicien, inventeur et ingénieur électrique polonais.